# 12553 Ааронріттер
12553 Ааронріттер (1998 QZ46, 1987 DX, 1989 YV5, 1992 WU9, 12553 Aaronritter) — астероїд головного поясу, відкритий 17 серпня 1998 року.
Тіссеранів параметр щодо Юпітера — 3,659.